# Charles Cook
Pour les articles homonymes, voir Cook.
Charles Frédéric Cook est un pasteur et missionnaire méthodiste né à Londres le 31 mai 1787 et mort le 21 février 1858 à Lausanne. Il introduit le méthodisme en France au début du XIXe siècle et le développe jusqu’à sa mort. Ce développement est une composante importante du Réveil protestant francophone.

## Biographie

### Jeunesse
Charles Cook est le fils d'un carrossier travaillant pour la maison royale britannique. A ce titre, il reçoit une éducation classique. Converti très jeune par sa sœur aînée, il commence à prêcher et est rapidement reconnu comme un excellent prédicateur.

### Carrière pastorale
Il commence son ministère en Angleterre, puis est envoyé en France en 1818 à l'instigation du principal organisateur des missions méthodistes, l'évêque Thomas Coke. Charles Cook commence son travail missionnaire à Caen en Normandie, en s'associant à la communauté protestante existante. Le pasteur de Caen, André Martin-Rollin, l'accompagne dans une vaste tournée dans le sud de la France, où il rencontre les pasteurs Bonifas, Chabrand, Gachon, Lissignol, Lourde-Laplace et Marzials qui l'encouragent dans son ministère. Il est consacré pasteur à Londres en 1820. Il opère ensuite dans la région de Nîmes, notamment à Caveirac, entre 1812 et 1823 comme suffragant du pasteur Louis Valantin (80 ans). Il crée alors des « classes » de type wesleyen à Sommières, à Marsillargues et à Congénies, toujours sans esprit de séparatisme. Puis le comité des missions de la conférence méthodiste anglaise l'envoie en Palestine en voyage d'exploration en 1823. 
A son retour en 1825, il s'implante dans le village de Congénies, d'où il développe et élargit considérablement son activité missionnaire mais où il rencontre certaines oppositions de la part de pasteurs réformés,. 
En 1828, avec l'accord des autorités méthodistes londoniennes, il s'installe à Niort à l'appel du consistoire protestant local, puis à Paris en 1829, d'où il supervise des activités missionnaires méthodistes dans plusieurs régions : Cévennes, Drôme, Suisse romande. Il poursuit ces activités depuis Nîmes de 1836 à 1841, date à laquelle il élit domicile à Lausanne où il entend combattre l'influence de Darby, qu'il juge néfaste. Là, il participe à la création de la première communauté méthodiste en Suisse. 
Expulsé de Suisse en 1847, il retrouve la surindentance du district méthodiste de France, et fait depuis les démarches pour faire reconnaître l'église méthodiste comme une nouvelle église. Le premier synode méthodiste de France a lieu sous sa présidence en 1852 à Nîmes, et il devient président de cette nouvelle église. Il réside à Nîmes de 1852 à 1855 puis retourne à Lausanne où il décède d'une rupture d'anévrisme. Il est enterré dans le vieux cimetière de la Croix d'Ouchy.

### Famille
Charles Cook épouse en 1826 Julie Marzials (1804-1843), fille d'un pasteur du Réveil protestant, avec qui il a six enfants (Julie Marzials décède le 6 février 1843 lors de sa 10e grossesse, les tableaux généalogiques mentionnent 9 ou 10 enfants) ; trois d'entre eux seulement atteignent l'âge adulte mais au travers de leur descendance, Charles Cook devient de fait le fondateur d'une nombreuse famille Cook française : 
- Jean-Paul Cook, pasteur méthodiste, trois enfants ; son petit-fils Robert Cook, pasteur à Vabre pendant la Seconde Guerre mondiale, sera distingué comme Juste parmi les nations[9] ;
- Émile François Cook, pasteur méthodiste, six enfants ;
- Marie-Françoise qui épouse le pasteur Sully Jaulmes en 1855; l'un de leurs dix enfants sera le peintre Gustave-Louis Jaulmes.

Dix ans après le décès de sa première épouse, Charles Cook se remarie en 1854 avec Mathilde de Molin ; cette union tardive reste sans descendance.

## Postérité
Bien qu'il se soit longtemps présenté comme soucieux avant tout d'apporter son aide à l’Église réformée française, Charles Cook fonde bel et bien une église méthodiste en France. Il consacre d'ailleurs 3 pasteurs méthodistes dès 1838. 
Fondée officiellement en 1852, la conférence méthodiste française, indépendante à la fois de la conférence méthodiste anglaise comme de l’Église protestante concordataire établie, est entièrement son œuvre : il en aura été à la fois le principal missionnaire et le premier président.